# 図書館法
図書館法（としょかんほう、昭和25年4月30日法律第118号）は、社会教育を目的として地方公共団体または公益法人等が設置する公共図書館に関する日本の法律である。
1950年に従来の図書館令（改正図書館令）および公立図書館職員令に代わって制定された。

## 主務官庁
- 文部科学省総合教育政策局地域学習推進課

## 目的
図書館法の目的は、社会教育法（昭和24年法律第207号）の精神に基き、図書館の設置及び運営に関して必要な事項を定め、その健全な発達を図り、もって国民の教育と文化の発展に寄与することである。

## 特色
法律の名称は「図書館法」であるが、全ての図書館及び図書館類縁施設について規定している法律ではなく、同法第2条第1項により規定する
のみを扱う。
したがって、国の設置する国立図書館、学校に附属する図書館又は図書室（初等・中等教育学校に附属する学校図書館、高等教育機関に附属する大学図書館など）、企業等が設置する専門図書館などはこの法の対象外である。
ほかに、企業や個人の設置する文庫や、財団法人や社団法人の設立ではない私立図書館類については、この法の第29条で「図書館と同種の施設は、何人もこれを設置することができる。」との規定がある。
この法律は、公共図書館の行う奉仕（サービス）を規定し、公共図書館に置かれる専門的職員である司書、司書補の資格を定める。また、地方公共団体に対しては公立図書館の設置と運営に関する事項を定めており、公立図書館の利用料無料の原則の法的根拠になっている。

## 構成
全3章、29条で構成。
| 第1章 | 総則（第1条～第9条）         |
| 第2章 | 公立図書館（第10条～第23条） |
| 第3章 | 私立図書館（第24条～第29条） |

## 図書館法に基づく国家資格
- 司書
- 司書補

## 起草について
本法案の起草には、当時文部省社会教育施設課長の山室民子（山室軍平の娘、婦人運動家、女性初の視学官）と、課員の井内慶次郎（後に事務次官）が関わった。